# دورة اتحاد شمال إفريقيا تحت 20 سنة 2012 (2)
دورة أمم شمال أفريقيا تحت 20 سنة 2012 (الجزائر) هي النسخة السابعة من دورة اتحاد شمال أفريقيا تحت 20 سنة . ستقام الدورة في زرالدة،الجزائر العاصمة والبليدة من 6 ديسمبر إلى 13 ديسمبر 2012.

## المنتخبات المشاركة
- الجزائر يشارك بفريقين
- تونس
- المغرب
- مصر
- النيجر ضيف

انسحاب منتخب البنين

## القرعة
أقيمت قرعة دورة اتحاد شمال أفريقيا تحت 20 سنة يوم 6 ديسمبر 2012 بفندق ممازا فران زرالدة.

## دور المجموعات

### المجموعة الأولى
| المنتخب   | لعب | فوز | تعادل | خسر | له | عليه | فرق | النقاط |
| --------- | --- | --- | ----- | --- | -- | ---- | --- | ------ |
| الجزائر 1 | 2   | 1   | 0     | 1   | 4  | 2    | +2  | 3      |
| المغرب    | 2   | 1   | 0     | 1   | 3  | 3    | 0   | 3      |
| تونس      | 2   | 1   | 0     | 1   | 2  | 4    | -2  | 3      |

| الجزائر 1       | 2-1   | المغرب                            |
| --------------- | ----- | --------------------------------- |
| مهدي فنوش 90+2' | تقرير | سفيان بهجة 20' · عدنان الوردي 70' |

| الجزائر 1               | 0-3   | تونس |
| ----------------------- | ----- | ---- |
| بلال والي 16'، 32'، 55' | تقرير |      |

| تونس                                | 1-2   | المغرب           |
| ----------------------------------- | ----- | ---------------- |
| عماد اللواتي 28' · علاء الشارني 49' | تقرير | محمد السعيدي 79' |

### المجموعة الثانية
| المنتخب   | لعب | فوز | تعادل | خسر | له | عليه | فرق | النقاط |
| --------- | --- | --- | ----- | --- | -- | ---- | --- | ------ |
| مصر 1     | 2   | 2   | 0     | 0   | 5  | 1    | +4  | 6      |
| الجزائر 2 | 2   | 1   | 0     | 1   | 3  | 4    | -1  | 3      |
| النيجر    | 2   | 0   | 0     | 2   | 0  | 3    | -3  | 0      |

1 فوز منتخب مصر تحت 20 سنة لكرة القدم بالدورة بعد فوزه بمارتين و وقوعه في نفس المجموعة بدورة اتحاد شمال أفريقيا تحت 20 سنة 2013 .
| مصر                  | 0-1   | النيجر |
| -------------------- | ----- | ------ |
| صالح جمعة 58' (ركل.) | تقرير |        |

| مصر                                              | 1-4   | الجزائر 2        |
| ------------------------------------------------ | ----- | ---------------- |
| أحمد سمير 17' · محمود عبد المنعم 61'، 67'، 90+2' | تقرير | رياض بوسباسي 80' |

| الجزائر 2                            | 0-2   | النيجر |
| ------------------------------------ | ----- | ------ |
| رضوان شريفي 51' · محمد بن قابلية 64' | تقرير |        |

## مباراة تحديد المركز الثاني
| الجزائر 1               | 1 - 1 | المغرب       |
| ----------------------- | ----- | ------------ |
| زكرياء حدوش 71 ' (ركل.) | تقرير | بدر بنون 85' |

## البطل
| فائز دورة اتحاد شمال أفريقيا تحت 20 سنة 2012 |
| -------------------------------------------- |
| · مصر · للمرة الثانية                        |

## قائمة الهدافين
| الترتيب | اللاعب           | المنتخب   | الأهداف |
| ------- | ---------------- | --------- | ------- |
| 1       | بلال والي        | الجزائر 1 | 3       |
| 1       | محمود عبد المنعم | مصر       | 3       |
| 3       | رياض بوسباسي     | الجزائر 2 | 1       |
| 3       | أحمد سمير        | مصر       | 1       |
| 3       | صالح جمعة        | مصر       | 1       |
| 3       | مهدي فنوش        | الجزائر 1 | 1       |
| 3       | زكرياء حدوش      | الجزائر 1 | 1       |
| 3       | سفيان بهجة       | المغرب    | 1       |
| 3       | عدنان الوردي     | المغرب    | 1       |
| 3       | محمد السعيدي     | المغرب    | 1       |
| 3       | بدر بنون         | المغرب    | 1       |
| 3       | رضوان شريفي      | الجزائر 2 | 1       |
| 3       | محمد بن قابلية   | الجزائر 2 | 1       |
| 3       | عماد اللواتي     | تونس      | 1       |
| 3       | علاء الشارني     | تونس      | 1       |